# Barbara Nowacka
Barbara Nowacka, née le 10 mai 1975 à Varsovie, est une femme politique polonaise.
Engagée à gauche dans le cadre de l'Union du travail puis de Twój Ruch, elle conduit la Gauche unie aux élections parlementaires de 2015, mais cette coalition n'obtient aucun élu au Parlement polonais. En 2019, le petit parti féministe qu'elle préside Initiative polonaise participe à la Coalition civique. Élue à la Diète sous cette étiquette, elle devient vice-présidente du groupe parlementaire.
Le 13 décembre 2023, elle devient ministre de l'Éducation nationale au sein du gouvernement de Donald Tusk.

## Biographie

### Famille et formation
Barbara Anna Nowacka est la petite-fille de Witold Nowacki (pl), professeur à l'École polytechnique et à l'université de Varsovie et la fille de Jerzy Nowacki, recteur de l'Institut polono-japonais des technologies de l'information et de Izabela Jaruga-Nowacka, députée de 1993 à sa disparition (sauf de 1997 à 2001), vice-présidente du Conseil des ministres de la République de Pologne de mai 2004 à octobre 2005 dans les gouvernements dirigés par Marek Belka, morte dans l'accident de l'avion présidentiel polonais à Smolensk le 10 avril 2010.
Durant son adolescence, elle participe à la préparation de l'émission télévisée 5-10-15 (pl). Elle obtient ensuite un diplôme de master ingénieur en informatique et un MBA de la faculté de gestion de l'université de Varsovie. Son père lui a confié le poste de chancelier de l'institut universitaire qu'il dirige.
Elle a deux enfants,.

### Engagement politique et social
Pendant ses études, elle s'engage dans le mouvement féministe sous l'égide de la Federacja na rzecz Kobiet i Planowania Rodziny (pl) (fédération pour les femmes et le planning familial). De 1997 à 2006, elle est membre de l'Union du travail (mouvement de jeunesse puis parti lui-même). Après la mort de sa mère, elle crée la Fondation qui porte son nom et en assure la vice-présidence.
Elle est partisan du droit à l'avortement, à la fécondation in vitro y compris pour les femmes célibataires, de l'égalité des droits pour les couples homosexuels notamment celui d'adopter des enfants.
Candidate aux élections européennes de 2014 sur la liste Europa Plus (pl) patronnée par l'ancien président Aleksander Kwaśniewski, elle n'obtient pas de siège.
Elle rejoint ensuite le parti de Janusz Palikot Twój Ruch (dont elle devient coprésidente) et contribue à créer la coalition Gauche unie avec d'autres organisations de gauche : Alliance de la gauche démocratique, Twój Ruch, Union du travail, Parti des Verts, Parti socialiste polonais. Elle est officiellement désignée, le 4 octobre 2015, comme candidate à la présidence du Conseil des ministres en cas de victoire électorale. Mais lors des élections du 25 octobre 2015, la coalition ne parvient pas à atteindre le seuil des 8 % nécessaires pour obtenir des élus, ce qui entraîne pour la première fois la disparition de la gauche du Parlement polonais.
En 2016, le magazine Foreign Policy place Barbara Nowacka, avec Agnieszka Dziemianowicz-Bąk de Razem, sur la liste annuelle des 100 penseurs mondiaux les plus influents pour leur rôle dans l'organisation de manifestations contre l'interdiction totale de l'avortement en Pologne.
Elle reçoit à Paris en janvier 2017 le prix Simone-de-Beauvoir pour la liberté des femmes au nom de l'association Sauvons les femmes (Ratujmy Kobiety).
Le 13 décembre 2023, elle devient ministre de l'Éducation nationale dans le gouvernement de Donald Tusk.

## Décoration
- Chevalier de l'ordre national du Mérite (1er octobre 2020)[8]